# Carlos Castillo Mattasoglio
Carlos Gustavo Castillo Mattasoglio (Lima, 28 febbraio 1950) è un cardinale e arcivescovo cattolico peruviano, dal 25 gennaio 2019 arcivescovo metropolita di Lima.

## Biografia
Monsignor Carlos Castillo Mattasoglio è nato a Lima il 28 febbraio 1950.

### Formazione e ministero sacerdotale
Ha compiuto gli studi primari nel Collegio Dalton de Lince e quelli secondari nel Collegio San Agustín a Lima. Dal 1968 al 1973 ha studiato alla Facoltà di lettere e scienze sociali presso dell'Università Nazionale Maggiore San Marcos di Lima dove ha ottenuto il baccellierato in scienze sociali. Lì ha incontrato Gustavo Gutiérrez, padre della teologia della liberazione, che era un suo insegnante. Ha anche fatto parte dell'Unione nazionale degli studenti cattolici da lui guidata.
È poi entrato nel seminario maggiore "San Toribio di Mogrovejo" dell'arcidiocesi di Lima. È stato quindi inviato a Roma per gli studi ecclesiastici. Nel 1979 ha ottenuto il baccellierato in filosofia e nel 1983 in teologia presso la Pontificia Università Gregoriana.
Il 15 luglio 1984 è stato ordinato presbitero per l'arcidiocesi di Lima dal cardinale Juan Landázuri Ricketts. Ha proseguito gli studi alla Pontificia Università Gregoriana, dove ha conseguito nel 1985 la licenza e nel 1987 il dottorato in teologia dogmatica. Tornato in patria è stato professore di teologia presso la Pontificia Università Cattolica del Perù dal 1987 al 2019; assessore dell'Unione Nazionale degli Studenti Cattolici dal 1987 al 1998; vicario parrocchiale nella parrocchia di San Francesco d'Assisi dal 1987 al 1990; assessore nazionale della commissione episcopale per la gioventù della Conferenza episcopale peruviana dal 1990 al 2001; vicario parrocchiale della parrocchia dell'Incarnazione dal 1990 al 1991, responsabile arcidiocesano della pastorale universitaria e collaboratore presso la parrocchia di San Giovanni Apostolo dal 1991 al 1999, vicario per la pastorale giovanile, organizzatore della vicaria per la gioventù e responsabile della pastorale vocazionale dal 1996 al 1999; vicario parrocchiale della parrocchia di San Giovanni Apostolo dal 1999 al 2001; assessore nazionale per la pastorale giovanile nel 2000; parroco della parrocchia della Vergine Medianera dal 2002 al 2009; direttore delle relazioni con la Chiesa e membro del Consiglio universitario della Pontificia Università Cattolica del Perù dal 2003 al 2006 e parroco della parrocchia di San Lazzaro dal 2010 al 2015. Al momento della nomina episcopale era professore di teologia, collaboratore pastorale nella parrocchia San Francisco Solano e assessore del centro di assistenza della pastorale universitaria della Pontificia Università Cattolica del Perù.

### Ministero episcopale

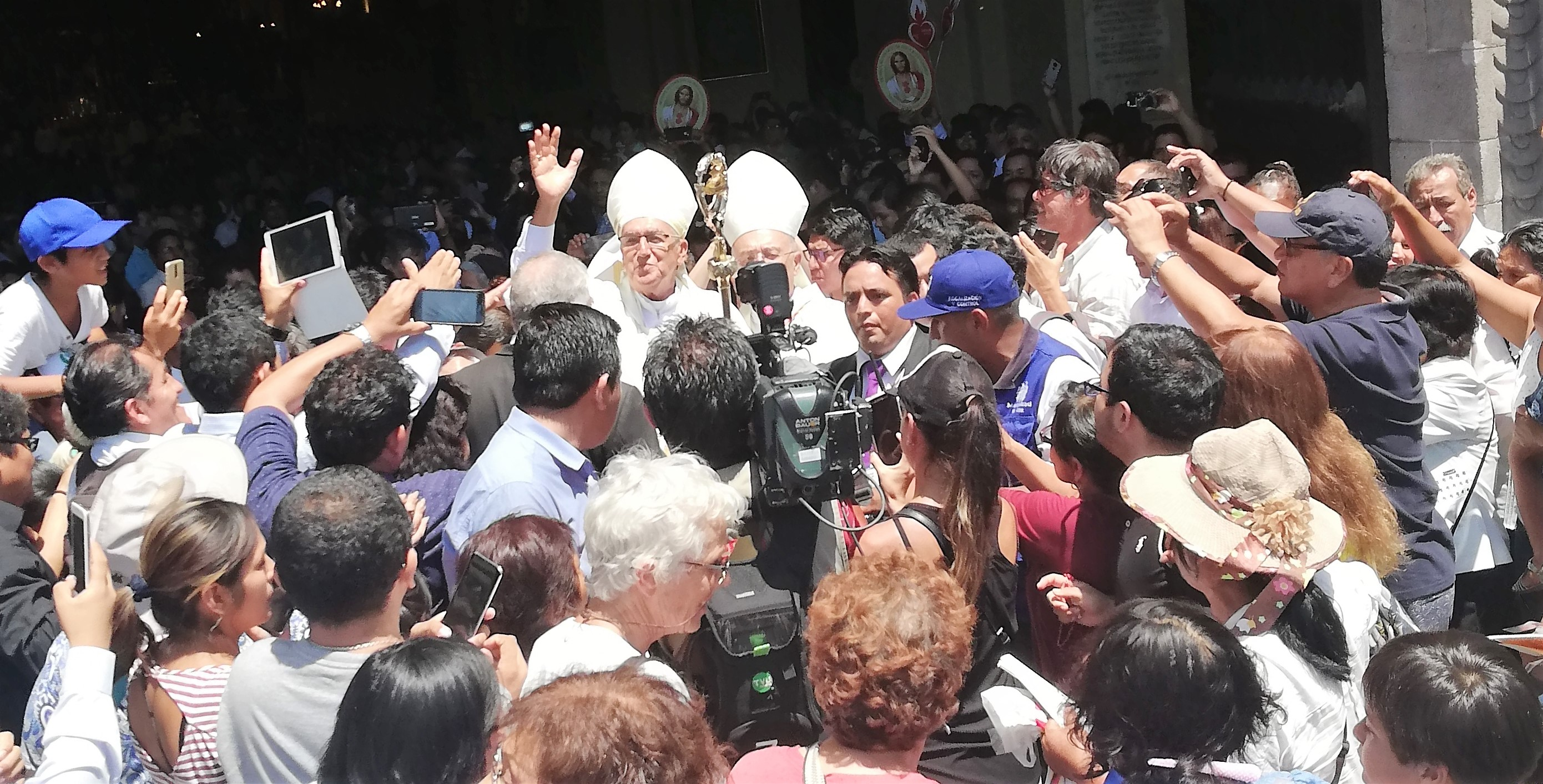
Monsignor Mattasoglio durante la sua ordinazione episcopale il 2 marzo 2019.

Il 25 gennaio 2019 papa Francesco lo ha nominato arcivescovo metropolita di Lima e primate del Perù.
Il cardinale Juan Luis Cipriani Thorne ha detto che la nomina di Castillo non dovrebbe essere interpretata politicamente come espressione di sostegno all'Università del Perù o alla teologia della liberazione oppure come una mancanza di rispetto per l'Opus Dei. Tuttavia Austen Ivereigh ha definito la nomina come "un terremoto ecclesiale". Senza nominare il cardinale Cipriani, il cardinale Pedro Ricardo Barreto Jimeno ha detto che la nomina di Castillo "porta la Conferenza dei vescovi peruviani molto più vicino alla realtà della Chiesa che tutti sogniamo, una Chiesa che è povera e per i poveri, una Chiesa che si protende, una Chiesa che è più vicina a coloro che ora stanno soffrendo". John L. Allen Jr., citando le differenze tra Cipriani e Castillo sulla teologia della liberazione e la Pontificia Università, ha scritto che "è ancora abbastanza inusuale vedere l'eredità di un cardinale smontata in tempo reale proprio così".
Ha ricevuto l'ordinazione episcopale il 2 marzo successivo dall'arcivescovo Nicola Girasoli, nunzio apostolico in Perù, co-consacranti il cardinale Pedro Ricardo Barreto Jimeno, arcivescovo di Huancayo, il cardinale Juan Luis Cipriani Thorne, arcivescovo emerito di Lima, monsignor Héctor Miguel Cabrejos Vidarte, arcivescovo di Trujillo, e monsignor Luis Armando Bambarén Gastelumendi, vescovo emerito di Chimbote. Durante la cerimonia Gustavo Gutiérrez, padre della teologia della liberazione, parlando come rappresentante della Chiesa di Lima, ha chiesto formalmente al celebrante di ordinare come vescovo padre Castillo Mattasoglio. Durante la stessa celebrazione ha preso possesso dell'arcidiocesi.
Durante l'Angelus del 6 ottobre 2024, papa Francesco ne ha annunciato la creazione a cardinale nel concistoro del successivo 7 dicembre, dove ha ricevuto il titolo di Santa Maria delle Grazie a Casal Boccone. Il 22 febbraio 2025 ha preso possesso del titolo.
Il 7 e 8 maggio 2025 ha partecipato come cardinale elettore al conclave che ha portato all'elezione di papa Leone XIV.
Ha scritto diversi libri ed articoli di carattere teologico.
Oltre lo spagnolo, parla l'italiano e il francese.

## Genealogia episcopale e successione apostolica
La genealogia episcopale è:
- Cardinale Scipione Rebiba
- Cardinale Giulio Antonio Santori
- Cardinale Girolamo Bernerio, O.P.
- Arcivescovo Galeazzo Sanvitale
- Cardinale Ludovico Ludovisi
- Cardinale Luigi Caetani
- Cardinale Ulderico Carpegna
- Cardinale Paluzzo Paluzzi Altieri degli Albertoni
- Papa Benedetto XIII
- Papa Benedetto XIV
- Papa Clemente XIII
- Cardinale Marcantonio Colonna
- Cardinale Giacinto Sigismondo Gerdil, B.
- Cardinale Giulio Maria della Somaglia
- Cardinale Carlo Odescalchi, S.I.
- Vescovo Eugène de Mazenod, O.M.I.
- Cardinale Joseph Hippolyte Guibert, O.M.I.
- Cardinale François-Marie-Benjamin Richard
- Cardinale Pietro Gasparri
- Cardinale Clemente Micara
- Cardinale Antonio Samorè
- Cardinale Angelo Sodano
- Arcivescovo Nicola Girasoli
- Cardinale Carlos Castillo Mattasoglio

La successione apostolica è:
- Vescovo Ricardo Augusto Rodríguez Álvarez (2019)
- Vescovo Guillermo Teodoro Elías Millares (2019)
- Vescovo Juan José Salaverry Villarreal, O.P. (2021)
- Vescovo Guillermo Antonio Cornejo Monzón (2021)
- Vescovo Alejandro Adolfo Wiesse León, O.F.M. (2022)

## Opere
- Libres para creer, la conversión según Bartolomé de Las Casas en la Historia de las Indias, Fondo Editorial PUCP, 1993.
- Teologia della rigenerazione, EMI, 2001.
- La opción por los jóvenes en Aparecida, CEP-IPADEJ-IBC, 2008.
- Joven, a ti te digo, ¡levántate!, 2009.
- Caminando en el amor. El pastor de una Iglesia viva. Homenaje al cardenal Juan Landázuri Ricketts en el centenario de su nacimiento (curatore), Fondo Editorial PUCP, 2014.

## Araldica
| Stemma | Titolare                                        | Descrizione |
|        | Carlos Castillo Mattasoglio Arcivescovo di Lima | Lo scudo dello stemma di monsignor Mattasoglio contiene diversi elementi: la collina di San Cristóbal, Gesù che alza un giovane uomo, un ponte di pietra e la bandiera peruviana. La collina di San Cristóbal con la croce di Cristo sulla punta è il simbolo dei quartieri popolari della città di Lima, un segno che quello peruviano è un popolo povero e credente. Nel cielo azzurro vi è la stella che è Cristo, l'ultimo orizzonte, e allo stesso tempo è la Stella Maris, Maria che accompagna la Chiesa come accompagnava Gesù. Gesù che alza un giovane uomo ricorda che siamo in un chiaro contesto di crisi ecologica, in cui la speranza di salvezza è la speranza di essere risuscitati tutti nella vita piena dell'amore di Dio, che si esprime anche nel motto, come nel caso del giovane e della giovane donna. "Ti dico, alzati", è l'invito rivolto all'arcidiocesi e a Lima nel suo insieme. Il ponte di pietra è quello che culmina sulla strada che sale da San Lázaro a Lima, precedentemente nota come la via dei senzatetto. Questo sottolinea che solo quando si parte dagli emarginati, come per Israele era Betania, la nostra missione diventa feconda, e la città di Lima, come Gerusalemme, è nota e può essere convertita a Gesù e non cadere nella sterilità come il fico, il simbolo di Israele, che non produceva frutti. Da San Lázaro, con le sue casa dei poveri, la città, Lima come Gerusalemme, può aprirsi alla conversione e vivere una fede feconda, piena di amore, giustizia e gioia. La bandiera peruviana è presente, perché tutto ciò che esprime la missione del vescovo nei prossimi anni è vivere a favore e servire la Chiesa che è in Perù e che forma la Conferenza episcopale peruviana, in un paese che vive il periodo significativo del bicentenario dell'indipendenza nazionale e che presenta una sfida e una chiamata per superare la corruzione, l'ingiustizia, i maltrattamenti, la morte prematura delle donne, i bambini non nati, i giovani senza opportunità, i migranti, i popoli trascurati, gli anziani, le famiglie divise e l'ecologia depredata. Per monsignor Mattasoglio Dio vive nella città di Lima, che deve accogliere la sua presenza per dare energia alle vite dei fedeli al servizio della rinascita nazionale ed ecclesiale. Il motto "Ti dico, alzati !" significa che occorre uscire dalla passività ascoltando la voce di Gesù che risuscita dalla morte e porta alla vita in servizio verso gli ultimi e gli ultimi della terra. Il messaggio centrale del kerygma viene anche oggi nel ministero e nella missione che il Signore affida alla Chiesa. |